# Lijst van voetbalinterlands Benin - Guinee-Bissau (vrouwen)
Deze lijst van voetbalinterlands is een overzicht van alle officiële voetbalinterlands tussen de nationale vrouwenteams van Benin en Guinee-Bissau. De landen hebben tot nu toe twee keer tegen elkaar gespeeld.

## Wedstrijden
| № | Plaats  | Datum        | Competitie                          | Wedstrijd             | Uitslag |
| - | ------- | ------------ | ----------------------------------- | --------------------- | ------- |
| 1 | Bissau  | 14 juli 2023 | Olympische Spelen 2024 kwalificatie | Guinee-Bissau − Benin | 2 − 2   |
| 2 | Cotonou | 18 juli 2023 | Olympische Spelen 2024 kwalificatie | Benin − Guinee-Bissau | 3 − 2   |

## Samenvatting
| Competitie                     | Totaal gespeeld | Winst Benin | Gelijk | Winst Guinee-Bissau | Doelsaldo Benin – Guinee-Bissau |
| ------------------------------ | --------------- | ----------- | ------ | ------------------- | ------------------------------- |
| Olympische Spelen kwalificatie | 2               | 1           | 1      | 0                   | 5 − 4                           |
| Totaal                         | 2               | 1           | 1      | 0                   | 5 − 4                           |